# (36705) 2000 RE25
2000 RE25 (asteroide 36705) é um asteroide da cintura principal. Possui uma excentricidade de 0.13647320 e uma inclinação de 11.94006º.
Este asteroide foi descoberto no dia 1 de setembro de 2000 por LINEAR em Socorro.